# Convención de Roma sobre la protección de los artistas intérpretes o ejecutantes, los productores de fonogramas y los organismos de radiodifusión
La Convención de Roma sobre la protección de los artistas intérpretes o ejecutantes, los productores de fonogramas y los organismos de radiodifusión, también conocida como Convención Internacional sobre la protección de los artistas intérpretes o ejecutantes, los productores de fonogramas y los organismos de radiodifusión, es un tratado internacional de propiedad intelectual adoptado el 26 de octubre de 1961, por los Estados miembros de las Oficinas Internacionales Unidas para la Protección de la Propiedad Intelectual (BIRPI), predecesoras de la moderna Organización Mundial de la Propiedad Intelectual, la cual administra el tratado desde su fundación. La Conferencia Diplomática fue convocada conjuntamente por las BIRPI, la Organización Internacional del Trabajo y la Organización de las Naciones Unidas para la Educación, la Ciencia y la Cultura. El acuerdo amplió por primera vez la protección de los derechos conexos del derecho de autor a entidades o individuos que, sin ser la persona autora, tienen una relación cercana con una obra protegida por derechos de autor, incluidos los artistas intérpretes o ejecutantes, los productores de grabaciones de sonido y los organismos de radiodifusión. Hasta el 13 de abril de 2023, el tratado tiene 97 partes contratantes.
Las naciones redactaron la Convención en respuesta a las nuevas tecnologías, como las grabadoras, que hicieron que la reproducción de sonidos e imágenes fuera más fácil y económica que nunca. Mientras que el derecho de autor anterior, incluidos los acuerdos internacionales como la Convención de Berna de 1886, se redactaron para regular la circulación de materiales impresos, la Convención de Roma respondió a la nueva circunstancia de ideas representadas en formatos fácilmente reproducibles, al considerar a los artistas intérpretes o ejecutantes y productores de grabaciones como sujetos de derechos de autor:
1. Los artistas intérpretes o ejecutantes (actores, cantantes, músicos, bailarines y otras personas que interpretan o ejecutan obras literarias o artísticas) están protegidos contra ciertos actos para los que no hayan dado su consentimiento; dichos actos son: la radiodifusión y la comunicación al público de su interpretación o ejecución; la fijación de su interpretación o ejecución; la reproducción de dicha fijación si ésta se realizó originalmente sin su consentimiento o si la reproducción se realizó con fines distintos de aquellos para los cuales se había dado el consentimiento.
2. Los productores de fonogramas gozan del derecho a autorizar o prohibir la reproducción directa o indirecta de sus fonogramas. A tenor de lo previsto en la Convención de Roma, se entenderá por fonograma la fijación exclusivamente sonora de los sonidos de una ejecución o de otros sonidos. Cuando el fonograma publicado con fines comerciales sea objeto de utilizaciones secundarias (tales como la radiodifusión o la comunicación al público en cualquier forma), el usuario deberá abonar una remuneración equitativa y única a los artistas intérpretes o ejecutantes o a los productores de fonogramas, o a ambos; sin embargo, los Estados Contratantes tienen la facultad de no aplicar esta norma o de limitar su aplicación
3. Los organismos de radiodifusión gozan del derecho a autorizar o prohibir ciertos actos, a saber, la retransmisión de sus emisiones; la fijación de sus emisiones; la reproducción de dichas fijaciones; la comunicación al público de sus emisiones de televisión cuando se realice en lugares accesibles al público previo pago del derecho de entrada.

La Convención de Roma permite las siguientes excepciones en las leyes nacionales a los derechos antes mencionados:
- uso privado
- uso de breves fragmentos con motivo de informaciones sobre sucesos de actualidad
- fijación efímera realizada por un organismo de radiodifusión por sus propios medios y para sus propias emisiones
- utilización con fines exclusivamente docentes o de investigación científica
- otras limitaciones establecidas por los Estados miembros en sus legislaciones, excepto en el caso de licencias obligatorias (que serían incompatibles con el Convenio de Berna) salvo en la medida que sean compatibles con el propio Convenio de Roma

Finalmente, una vez que un artista intérprete o ejecutante ha dado su consentimiento para la incorporación de su interpretación en una fijación visual o audiovisual, las disposiciones sobre los derechos de los artistas intérpretes o ejecutantes no tienen más aplicación.